# Fontány Svornosti

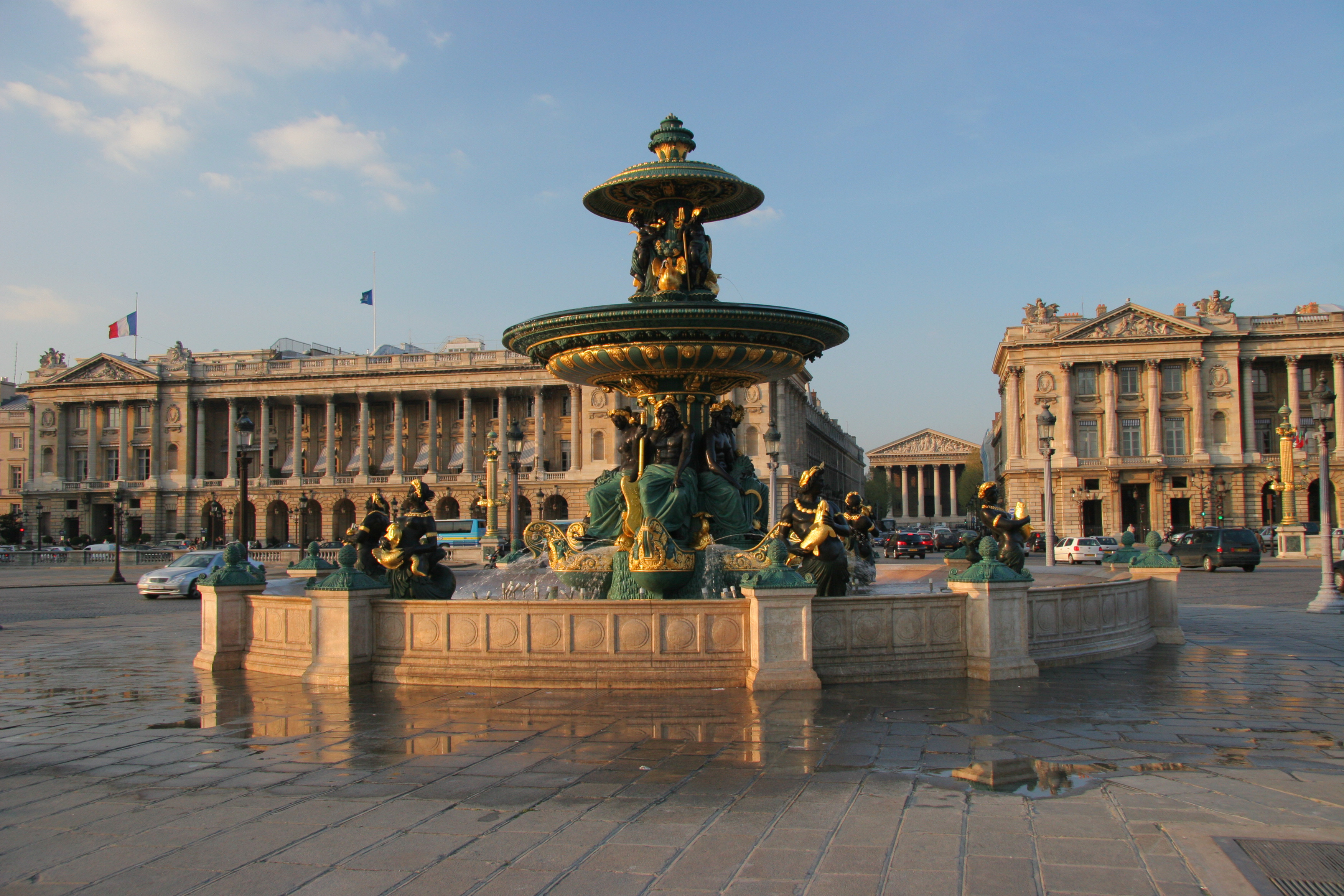
Fontána řek

Fontány Svornosti (francouzsky Fontaines de la Concorde) jsou dvě fontány v Paříži na náměstí Place de la Concorde v 8. obvodu. Nacházejí se uprostřed náměstí po stranách zdejšího obelisku. Jižně stojí Fontána moří (Fontaine des Mers) a severně Fontána řek (Fontaine des Fleuves). Společně s náměstím jsou chráněny jako historické památky.

## Historie
Během Velké francouzské revoluce byla na Place de la Concorde umístěna gilotina, na které byli mj. popraveni i Ludvík XVI. a Marie Antoinetta. Tím se výzdoba na náměstí stala v 19. století velkým politickým problémem. Socha Svobody byla zavrhnuta, stejně jako plány na vybudování sochy Karla Velikého a později fontány. Ludvík XVIII. rozhodl postavit v centru náměstí pomník svému popravenému bratru Ludvíkovi XVI.: socha krále doplněna kaplí a smuteční vrbou. Karel X. položil základní kámen pomníku 3. května 1826. Ve stejném roce bylo náměstí Place de la Concorde přejmenováno na Place Louis-XVI. Socha ale nebyla nikdy vztyčena, neboť Karel X. byl svržen v roce 1830 Červencovou revolucí a stejně tak se náměstí opět přejmenovalo na Place de la Concorde.

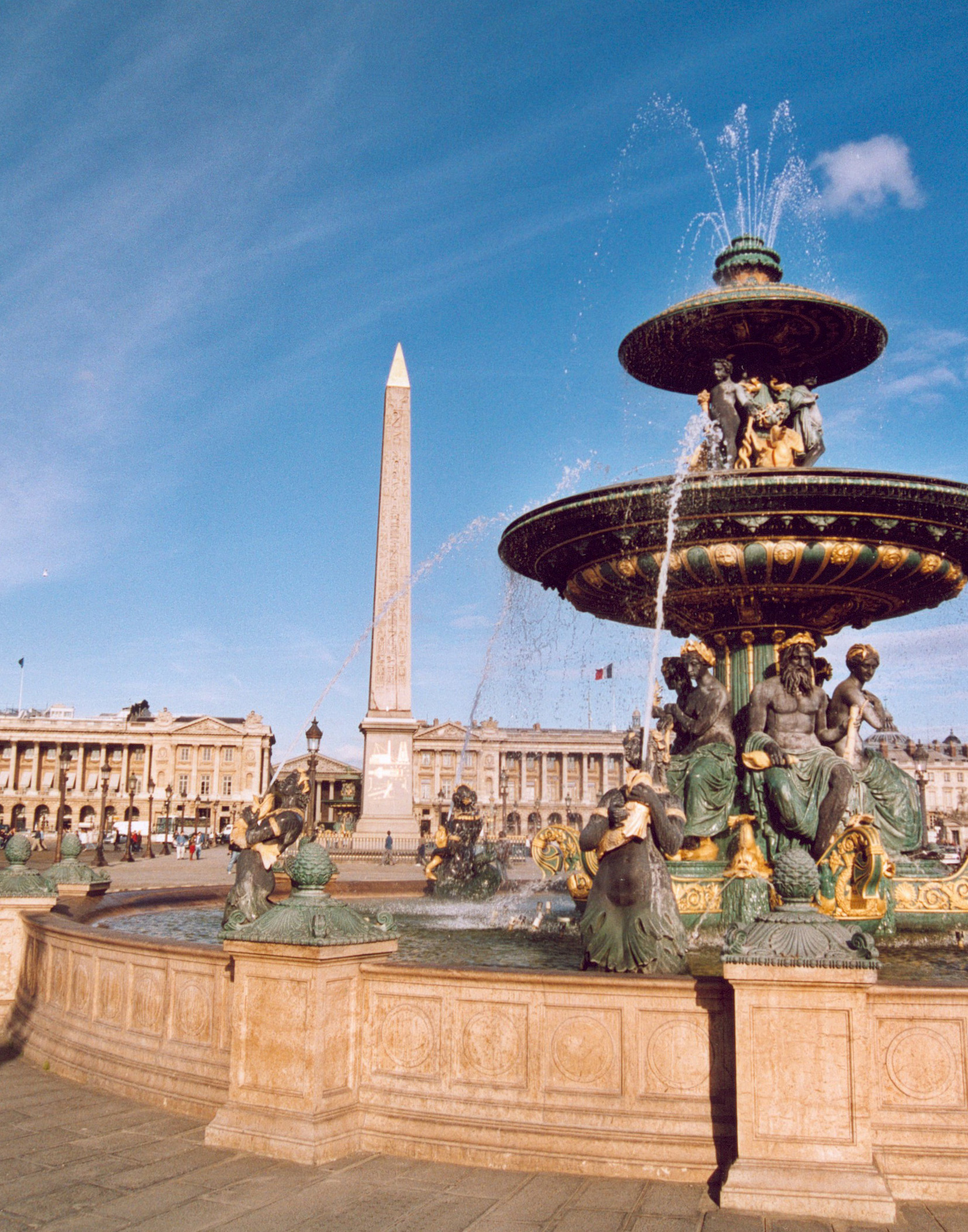
Fontána moří

V roce 1831 egyptský místokrál Muhammad Alí věnoval Francii dva obelisky stojící u vchodu do Amonova chrámu v Luxoru. Do Francie byl převezen jen jeden a král Ludvík Filip rozhodl o jeho umístění na Place de la Concorde, protože starověká památka byla politicky neutrální. Obelisk byl vztyčen 25. října 1836.

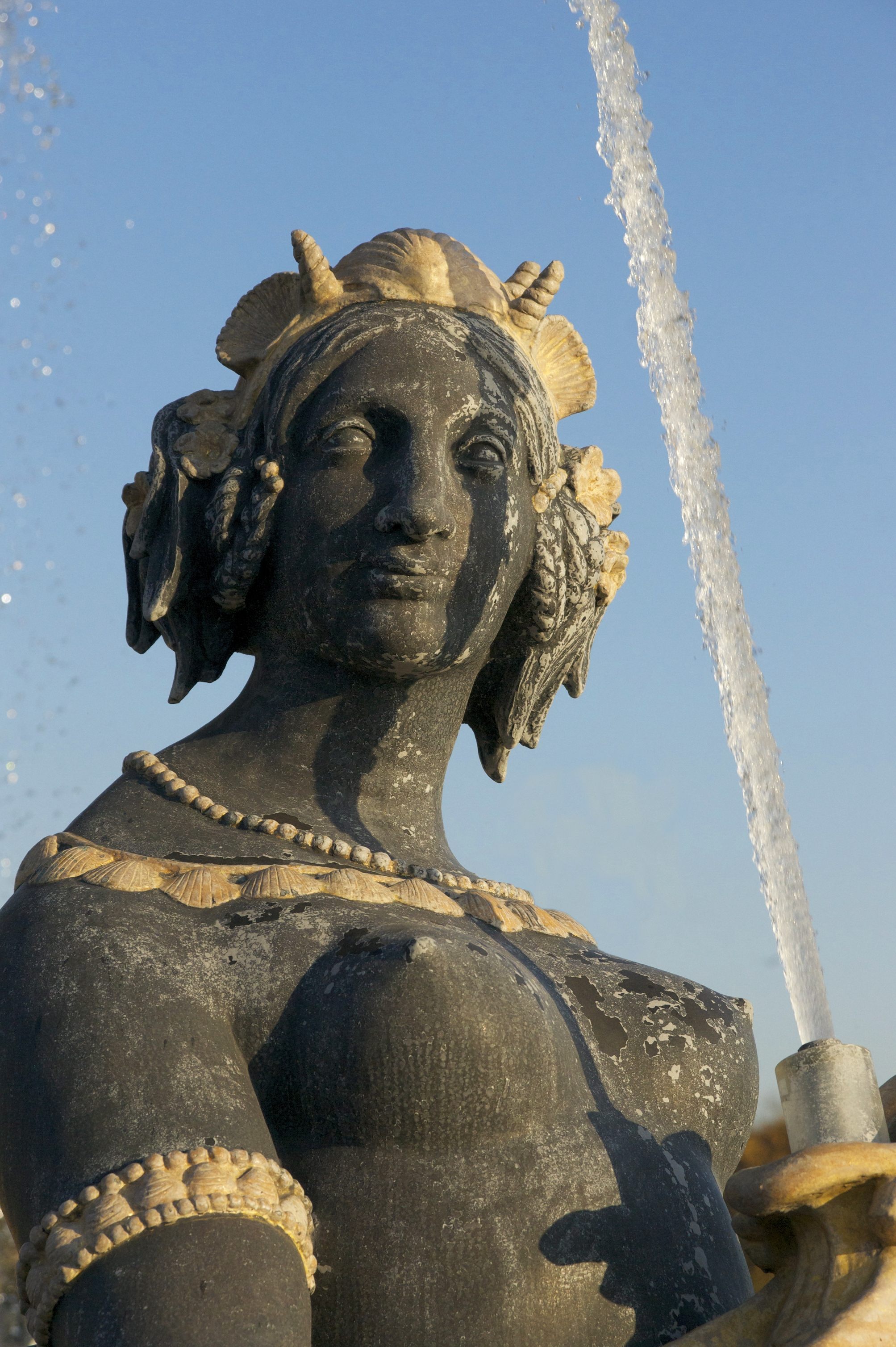
Busta Nereida

V letech 1836-1846 náměstí upravil architekt Jacques Ignace Hittorff (1792-1867), přičemž zachoval jeho koncepci. Vybavil náměstí dvěma fontánami Fontánou moří a Fontánou řek na každé straně obelisku a místo běžných lamp pouličního osvětlení vztyčil monumentální sloupy. Fontány byly věnovány řekám a mořím z důvodu, že na náměstí sídlilo ministerstvo námořnictví.
Kašny byly slavnostně zprovozněny 1. května 1840 za účasti pařížského prefekta Rambuteau. Severní kašna oslavuje říční dopravu a její postavy představují alegorie Rýna a Rhôny a sklizeň hroznů a obilí. Jižní fontána symbolizuje námořní dopravu a postavy proto představují Středozemní moře, oceán a rybolov. Alegorické postavy stojí na přídích lodí, které připomínají bárku ve znaku města Paříže.
Na výzdobách kašen se podíleli umělci Jean-François-Théodore Gechter, Honoré-Jean-Aristide Husson, François Lanno, Auguste-Hyacinthe Debay, Antoine Desboeufs, Jean-Jacques Feuchère, Antonin-Marie Moine, Jean-Jacques Elshoecht a Louis-Parfait Merlieux.